# Koekoek (Bergen)
Koekoek is een buurtschap in de gemeente Bergen in het noorden van de Nederlandse provincie Limburg. De Duitse grens ligt een kilometer naar het noorden. In het oosten ligt de grens op twee kilometer, met het dorp Siebengewald ertussen. De plaats ligt in het noorden van de gemeente en grenst in het zuiden aan de buurtschap Kleine Horst. De buurtschap ligt in een nagenoeg vlak agrarisch gebied ten zuiden van het riviertje de Kendel.
De naam is een huisnaam die verwijst naar de gelijknamige vogel. Ook de straat door de buurtschap heet Koekoek.
Dorpen: Afferden · Nieuw Bergen · Siebengewald · Well · Wellerlooi

Buurtschappen en gehuchten: Aijen · Beekheuvel · Bergen · Bergsche Heide · Bleijenbeek · Bosscherheide · Elsteren · Gening · Groote Horst · Hengeland · Heukelom · Kamp · Kleine Horst · Knikkerdorp · Koekoek · Lakei · 't Leuken · Op de Belt · Rimpelt · Smal · Tuindorp · Vrij · Zeelberg